# Gunter Gebauer

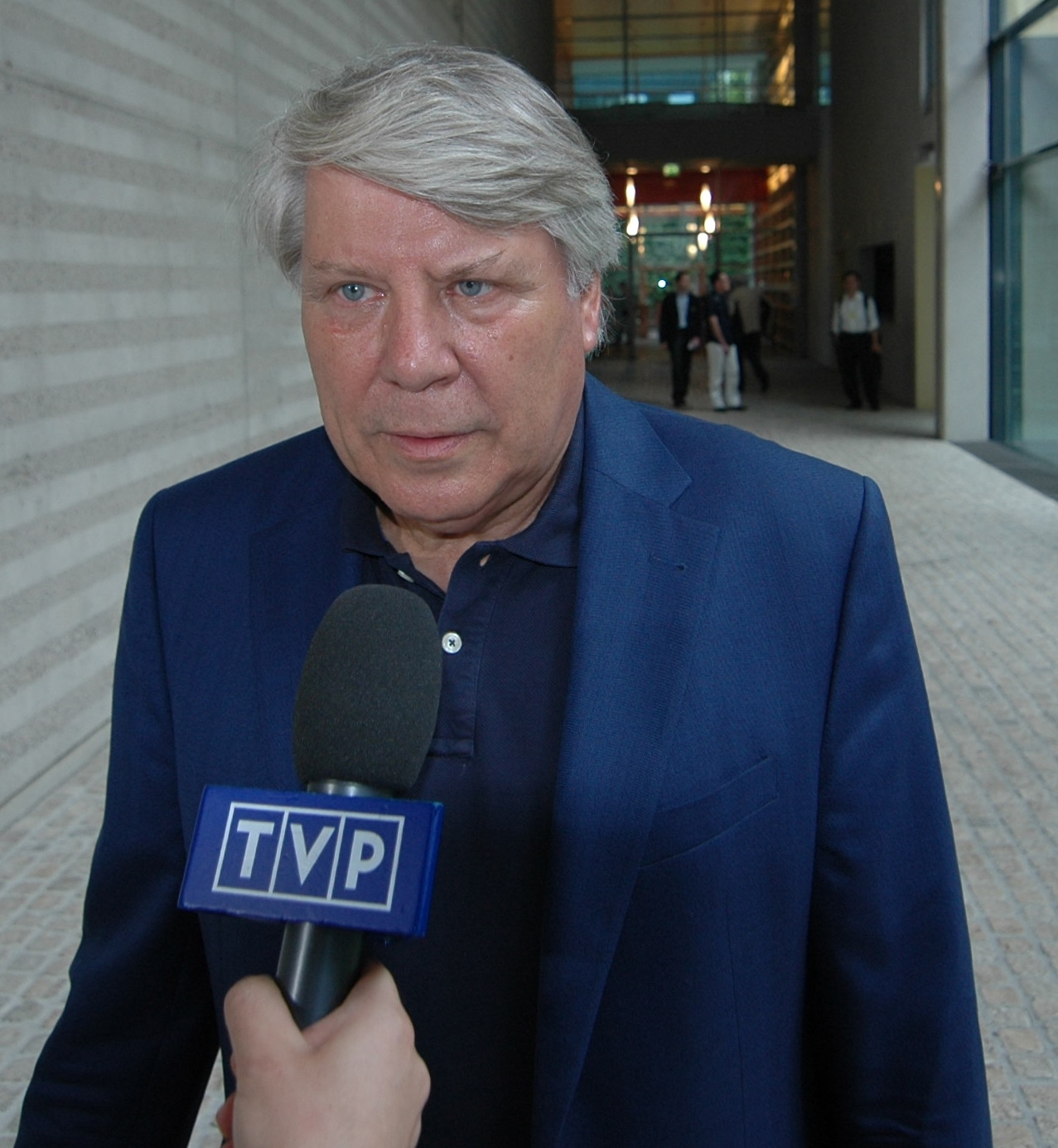
Gunter Gebauer (2014)

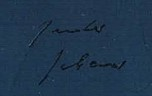
Unterschrift

Gunter Gebauer (* 23. Januar 1944 in Timmendorfer Strand) ist ein deutscher Philosoph und Sportsoziologe. Er ist Professor an der Freien Universität Berlin; 2012 wurde er emeritiert.

## Leben
Gebauer wuchs in Kiel auf. Er war als Mitglied von Holstein Kiel Weitspringer. Gebauer studierte nach dem Abitur in Kiel, Mainz und Berlin Philosophie, Allgemeine und Vergleichende Literaturwissenschaft, Linguistik und Sportwissenschaft. Im Jahr 1969 wurde er an der TU Berlin im Fach Philosophie mit einer Arbeit über die Sprachtheorie Wittgensteins promoviert. 1975 habilitierte er sich mit einer Arbeit über eine Analytische Theorie des Verstehens an der TH Karlsruhe.
In den Jahren 1969 bis 1977 war er Assistent von Hans Lenk am Philosophischen Institut der Technischen Universität Karlsruhe. 1978 folgte er einem Ruf an die Freie Universität Berlin auf eine Professur für Philosophie und Soziologie des Sports. 1995 lehnte er einen Ruf auf den Lehrstuhl für Allgemeine Philosophie an der Deutschen Sporthochschule Köln ab und erhielt im selben Jahr eine Professur für Allgemeine Philosophie am Institut für Philosophie der Freien Universität Berlin.
Gebauer war von 1991 bis 1993 Präsident der internationalen Philosophical Society for the Study of Sports. Im Jahr 1993 wurde er Sprecher des Interdisziplinären Zentrums für Historische Anthropologie an der FU Berlin. Von 1999 bis 2010 war er mit eigenen Forschungsprojekten Mitglied des Sonderforschungsbereichs Kulturen des Performativen. Von 2007 bis 2012 war er als Forscher Mitglied des Exzellenzclusters Languages of Emotion. Von 2013 bis 2018 war er Vorsitzender des Wissenschaftlichen Beirats des deutsch-französischen Forschungsinstituts Centre Marc Bloch in Berlin. Gebauer übte Gastprofessuren in Paris, Straßburg und Hiroshima (Japan) aus.
Seine Arbeitsschwerpunkte liegen in den Themenbereichen der Sprachphilosophie, Anthropologie, Ästhetik und Sportsoziologie. Gebauer ist Mitglied der Deutschen Akademie für Fußball-Kultur. Er war Laudator der Auszeichnung „Fußballspruch des Jahres“ beim Deutschen Fußball-Kulturpreis 2015 und definierte dabei den Fußballspruch aus linguistischer und sprachphilosophischer Perspektive.
Anfang Dezember 2018 wurde er mit dem Ethikpreis des Deutschen Olympischen Sportbundes (DOSB) ausgezeichnet. Im Dezember 2018 äußerte Gebauer erhebliche Kritik am DOSB sowie am Spitzensport. Im DOSB gebe es eine Art Vetternwirtschaft, es fehle an Transparenz, so Gebauer gegenüber dem Deutschlandfunk. In Hinsicht auf die deutsche Sportförderung sagte er, das Verfolgen einer sportlichen Laufbahn berge die Gefahr, beruflich ins Hintertreffen zu geraten. Spitzensportler zu Idolen und Vorreitern zu machen, sei ein großer Fehler, sagte er.

## Privates
Gebauer hat zwei Söhne (geb. 1970 und 1979).

## Bibliographie

### Monographien (Auswahl)
- Wortgebrauch, Sprachbedeutung. Beiträge zu einer Theorie der Bedeutung im Anschluss an die spätere Philosophie Ludwig Wittgensteins, Fink München 1971.
- Der Einzelne und sein gesellschaftliches Wissen. Untersuchungen zum Symbolischen Wissen. De Gruyter Berlin/New York 1981.
- Wien – Kundmanngasse 19. Bauplanerische, morphologische und philosophische Aspekte des Wittgensteinhauses (mit A. Grünewald, R. Ohme, L. Rentschler, Th. Sperling und O. Uhl.), Fink München 1981.
- Historische Anthropologie (mit D. Kamper, D. Lenzen, H.G. Mattenklott und K.G. Wünsche), Rowohlt Reinbek 1989.
- Mimesis. Kultur – Kunst – Gesellschaft (gemeinsam mit Christoph Wulf), Rowohlt Reinbek 1993, engl. Übers. University of California Press 1996.
- Spiel, Ritual, Geste. Mimetisches Handeln in der sozialen Welt (gemeinsam mit Christoph Wulf), Rowohlt Reinbek 1998.
- Poetik des Fussballs, Campus Verlag, Frankfurt / M. 2006.
- Das Leben in 90 Minuten. Eine Philosophie des Fußballs., Pantheon 2016
- Wittgensteins anthropologisches Denken, Verlag C.H. Beck, München 2009; englische Übersetzung, Palgrave, London 2017.
- Ludwig Wittgenstein. Im Fluss des Lebens und der Sprache. Sprecher: Ulrich Matthes und Gunter Gebauer. onomato Verlag, Düsseldorf 2011 (Hörbuch)
- Von der Emotion zur Sprache. Wie wir lernen, über Gefühle zu sprechen (mit Manfred Holodynski, Stefan Koelsch, Christian von Scheve), Weilerswist, Velbrück 2017
- Vom Sog der Massen und der neuen Macht der Einzelnen (zusammen mit Sven Rücker), DVA/Random House, München 2019, ISBN 978-3-421-04813-4.
- Olympische Spiele. Hundert Seiten., Reclam, Stuttgart 2020.
- Wie wird man ein Mensch? Anthropologie als Grundlage der Philosophie, transcript Verlag, Bielefeld 2020, ISBN 978-3-8376-5493-6.

### Herausgaben (Auswahl)
- Das Laokoon-Projekt. Pläne einer semiotischen Ästhetik. Metzler, Stuttgart 1984
- Sport – Eros – Tod. Suhrkamp, Frankfurt a. M. 1986 (gemeinsam mit Gerd Hortleder)
- Körper- und Einbildungskraft. Inszenierungen des Helden im Sport. Reimer, Berlin 1988
- Praxis und Ästhetik. Neue Perspektiven im Denken Pierre Bourdieus. Suhrkamp, Frankfurt a. M. 1993 (gemeinsam mit Christoph Wulf)
- Die andere Utopie der Moderne. Olympias Weg von der Religion zur Droge. Suhrkamp, Frankfurt a. M. 1996
- Anthropologie. Reclam, Leipzig 1998
- Pierre Bourdieu: Deutsch-französische Perspektiven. Suhrkamp, Frankfurt a. M. 2008 (gemeinsam mit Catherine Colliot-Thélène und Etienne François)
- Wittgenstein – Philosophie als Arbeit an einem selbst. Fink, München 2009 (gemeinsam mit Fabian Goppelsröder und Jörg Volbers)
- Sprachen der Emotion. Campus, Frankfurt a. M. 2014 (gemeinsam mit Markus Edler).

### Fernsehproduktionen
- Philosophie des Sports. Worauf beruht die Faszination der körperlichen Spitzenleistung? Im Interview mit Alexander Kluge für DCTP. Erstausstrahlung am 7. Februar 2012 bei Sat.1

### Hörfunkproduktionen
- Zwischentöne: Musik und Fragen zur Person. Der Philosoph Gunter Gebauer. Deutschlandfunk, 3. August 2014.